# Шардоне
Шардоне (на френски: Chardonnay) е бял винен сорт грозде, с произход районите на Бургундия и Шампан, Франция, където се отглежда от древни времена. Според съвременни ДНК анализи, вероятно е получен чрез кръстосване на сортовете Пино сепаж и Гуе Блан. Освен във Франция е разпространен и в Германия, Швейцария, Италия, Испания, Португалия, Унгария, Румъния, България, Гърция, Словения, Молдова, Грузия, Англия, Индия, САЩ, Австралия, Нова Зеландия, Чили, Аржентина, Уругвай, ЮАР и др. В България е райониран, отглежда се основно в Североизточна България, Средногорието, Пловдивско и района на Сунгурларе.
Сортът има няколко клонови вариации: някои от мутациите имат мускусен тон и биват наричани „Шардоне муск“, а мутацията „Шардоне розе“ има оцветени в розово гроздови зърна.
Синоними: Пино Шардоне (Pinot Chardonnay), Нуарен блан, Вейсер Клевнер (Weisser Clevner), Морийон (Morillon), Вейс едлер и др.
Ранен сорт: гроздето узрява в края на август. Има средно силен растеж, висока родовитост и дава средни добиви. За него подхождат по-дълбоки, богати варовити почви в подножието на хълмовете. Дава високи резултати и в по-хладни райони. Относително устойчив е на студ и суша. Чувствителен е на гниене.
Гроздът е малък (90 – 95 г.), цилиндрично-коничен, понякога с крило, рехав до средно плътен и сбит. Зърната са дребни, сферични, жълтозелени със златист оттенък откъм слънчевата страна, покрити с восъчен налеп и дребни кафеникави точици. Месото е сочно, с хармоничен вкус. Кожицата е тънка, жилава.
Шардоне е най-популярния бял винен сорт в света. Захарното съдържание на гроздовия сок е 18 – 22,9 г./100 мл., при киселини 11,6— 8,2 г./л. Името му се свързва с едни от най-престижните френски бели сортови вина с произход Бургундия (Шабли, Кот де Бон и Маконе) и с пенливите шампански вина. От Шардоне се правят шампански виноматериали и висококачествени бели трапезни вина, които се отличават с лекота, свежест, хармоничен вкус и плодови аромати. Отлежаването в дъбови бъчви придава на виното нотки на ванилия, дим и дъб. Използва се като сорт-подобрител при направата на шампански вина. Най-известните марки шампански вина във Франция се правят от купаж от сортовете Шардоне и Пино ноар.